# Blair (Wisconsin)
Blair – miasto w Stanach Zjednoczonych, w stanie Wisconsin, w hrabstwie Trempealeau.

## Historia
Miasto zostało po raz pierwszy zasiedlone w latach 50. XIX wieku. Większość mieszkańców miasta wywodzi się od osadników norweskich, a mniejsza grupa pochodzi od osadników niemieckich. Norweskie dziedzictwo miasta reprezentowane jest przez coroczne kolacje po lewicy i lutefisku w kościołach oraz zamiłowanie do muzyki polka. Firma Lefse znajduje się w Blair.
Nazwa miasta została zmieniona z Porterville w 1873 roku, kiedy przez miasto przepłynęła Zielona Zatoka i Zachodnia Koleja. Nowa nazwa Blair pochodzi od jednego z głównych inwestorów kolejowych, Johna Insleya Blaira. Kiedyś, w czasach rozkwitu kolei, linia oddziałów łączyła GB&W z pobliskim miastem Ettrick (choć później zostało porzucone). Kolej nadal działa, choć pod inną nazwą.
Miasto uniknęło losu niektórych małych miasteczek na środkowym zachodzie, które powoli traciły ludność z powodu wyjazdu młodych ludzi do pracy w innym miejscu. Populacja Blair prawie się podwoiła w latach 1950–2000. W latach 50. i wcześniejszych często zdarzały się powodzie podczas topnienia śniegu, ale dzięki lepszym technikom rolniczym powodzie są rzadkie. Niedawno w okolicy osiedliło się wiele rodzin rolników amiszów, a ich powozy konne są czasem widywane na drogach.